# Лос-Анджелес (округ)
Шаблон:StateAbbr_ 34°03′ пн. ш. 118°15′ зх. д. / 34.05° пн. ш. 118.25° зх. д.
О́круг Лос-А́нджелес (англ. Los Angeles County, скор. L. A. County) — округ у штаті Каліфорнія, США. Адміністративний центр — однойменне місто Лос-Анджелес. Ідентифікатор округу 06037.

## Історія
Округ утворений 1850 року.

## Демографія
За даними перепису
2000 року
загальне населення округу становило 9519338 осіб, зокрема міського населення було 9451033, а сільського — 68305.
Серед мешканців округу чоловіків було 4704105, а жінок — 4815233. В окрузі було 3133774 домогосподарства, 2136977 родин, які мешкали в 3270909 будинках.
Середній розмір родини становив 3,61.
Віковий розподіл населення поданий у таблиці:
| Стать    | До 15 років | 15-21  | 22-29  | 30-39  | 40-49  | 50-65  | 65-85  | Понад 85 |
| -------- | ----------- | ------ | ------ | ------ | ------ | ------ | ------ | -------- |
| Чоловіки | 1157445     | 494106 | 611658 | 809794 | 666715 | 581147 | 349162 | 34078    |
| Жінки    | 1105885     | 465791 | 592779 | 783121 | 685023 | 639201 | 468364 | 75069    |

## Міста-побратими
- Новий Тайбей, Тайвань[7]